# Los Capo
Los Capo es una telenovela chilena creada por Víctor Carrasco, dirigida por Vicente Sabatini en conjunto a Patricio González y emitida por Televisión Nacional de Chile desde el 7 de marzo hasta el 5 de septiembre de 2005. Está inspirada en la inmigración italiana a la localidad de Capitán Pastene y su convivencia diaria con chilenos y mapuches a principios del siglo XX. Es protagonizada por Francisco Reyes, Amparo Noguera, Marcelo Alonso, Francisca Lewin y Ricardo Fernández.
Los guiones fueron desarrollados por un equipo compuesto de Víctor Carrasco, Carlos Galofré, David Bustos, Nelson Pedreros, Rodrigo Ossandón y Carlos Oporto. Inicialmente contó con una temática que mezclaba el melodrama con tonos de comedia, pero a mitad de la trama cambió al suspenso y se le hicieron varias modificaciones, debido a su audiencia, la más baja de TVN en ese horario desde 1993. Finalmente terminó en segundo lugar con una audiencia promedio de 14,7 puntos de rating.

## Argumento
Giorgio Capo Salerno (Luis Alarcón), patriarca de la familia Capo Ragianni, ha citado a su primogénito preferido, Giorgio Capo Ragianni (Francisco Reyes), en medio de la algarabía de la llegada de la nueva ola de inmigrantes venidos de Modena, Italia, para que le den un nieto que perpetúe el apellido Capo, ya que las hijas de su matrimonio con la hermosa Concetta Esposito (Amparo Noguera), Beatrice (Blanca Lewin) y Doménica (Francisca Lewin), no podrán administrar la fortuna familiar por su condición de mujeres.
Entre los italianos que bajan del vapor arribado en Talcahuano, luego de un sacrificado viaje, se encuentra Camilo Norfini (Óscar Hernández), el sacerdote enviado para impartir la Palabra de Dios y alabar a su Santo, San Gennaro Benedetto y Nazarena Bertucci (Daniela Lhorente), la protegida del padre Camilo e hija no reconocida de Giorgio Capo Salerno, también conocido como «Il Nonno». Viene, además, la novia del Nonno, Giulia Urbini (Elsa Poblete), junto a su madre Edda Orticelli, Viuda de Urbini (Marés González), y su hermano Adriano Urbini (Álvaro Morales), el nuevo médico que necesita el pueblo. Mientras los Urbini, viajan en primera clase y serán recibidos en una casa, el resto deberá vivir en un frío e incómodo barracón que denominan «El Calvario».
Pero la situación con los inmigrantes italianos no se da por gusto, sino porque hay un problema muy enorme; ese problema responde el nombre de Samuel Quiroga (Arnaldo Berríos), un poderoso terrateniente que está más que decidido a desafiar al clan de los Capo con el único fin de expulsarlos del país, siendo el más provocado su cruel archienemigo mortal, quien resulta ser el mismísimo Giorgio Capo Ragianni. Samuel está acompañado y aconsejado por su esposa Mercedes Rojas (Luz Jiménez) y su único hijo Diego (Ricardo Fernández), quien junto a su padre y un grupo de hombres, todos ellos colonos chilenos que han ocupado ilegalmente muchos de los terrenos asignados a los italianos, serán los encargados de declararles la guerra a los extranjeros de Europa, haciéndoles la vida imposible en los primeros años de la recién inaugurada localidad de San Giorgio.
Sin embargo, la guerra entre los colonos chilenos y los inmigrantes italianos se intensifica más y más, cuando un romance clandestino se desarrolla a escondidas de las circunstancias; Doménica, la más joven y amable de las hijas de Giorgio y Concetta se enamora perdidamente de Diego, quien a su vez, a pesar de mantenerse leal a su padre, ha quedado hechizado por la «bella donna», por lo que ambos vivirán una historia de amor, aún si eso significa traspasar los límites y cruzar las fronteras.

## Reparto
- Luis Alarcón como Giorgio Capo «Il Nonno»
- Francisco Reyes como Giorgio Capo
- Amparo Noguera como Concetta Esposito[3]
- Marcelo Alonso como Paolo Capo[4]
- Antonia Zegers como Silvana Capo
- Blanca Lewin como Beatrice Capo[5]
- Francisca Lewin como Doménica Capo[6]
- Ricardo Fernández como Diego Quiroga[7]
- Marés González como Edda Orticelli
- Delfina Guzmán como Severina Saccenti
- José Soza como Rutilio Campanelli
- Paz Bascuñán como Millarhaü
- Álvaro Morales como Adriano Urbini
- Patricia López como Marietta Ragano
- Pablo Schwarz como Guido Veroli
- Roxana Campos como Guankutripai
- Ximena Rivas como Giustina Bandoni
- Carmen Disa Gutiérrez como Felicia Marín
- Óscar Hernández como Camilo Norfini
- Rodrigo Pérez como Tancredo Novelli
- Elsa Poblete como Giulia Urbini
- Luz Jiménez como Mercedes Rojas
- Arnaldo Berríos como Samuel Quiroga
- Daniela Lhorente como Nazarena Bertucci
- María José Necochea como Mariangela Quadri
- Juan Pablo Ogalde como Luigi Tassotti
- Gonzalo Canelo como Braulio Céspedes
- Francisca Gavilán como Libertad Alvarado
- Pablo Macaya como Amador Fuentes
- Karin Vodanovic como Ornella Veroli
- César Caillet como Hipólito Rojas
- Ingrid Isensee como Pierina Mancuso
- Patricio Olivares como Alessandro Cupito
- Marcial Tagle como Constantino Massone
- Ricardo Pinto como Regildo González
- Ernesto Gutiérrez como Jacinto Toro
- Mireya Véliz como Etelvina Beltrán
- Amaya Forch como Isabel Montoya
- Adela Secall como Rosalía Benavente

## Producción
Los Capo fue creada por Víctor Carrasco, siguiendo un modelo similar usado con frecuencia en otras telenovelas de Televisión Nacional, donde la trama se delimitaba a los habitantes de un pueblo. Para ello se construyó un pueblo ficticio en Quintay, Región de Valparaíso, que emulaba los comienzos de Capitán Pastene, una localidad de la Región de La Araucanía, que fue el primer asentamiento de italianos en Chile entre finales del siglo XIX y principios del siguiente.
Fue dirigida en sus primeros episodios por Vicente Sabatini, quien abandonó las grabaciones para irse a estudiar a España por siete meses. Esto generó que el proyecto fuera continuado por Víctor Carrasco y Patricio González.
Una de las principales características de Los Capo fue que, al igual que Iorana (1998) y Romané (2000), tenía diálogos en dos idiomas. En este caso, se usó el italiano, generando que los actores tuviesen que aprender el idioma por varios meses durante el periodo de preproducción. Cuando comenzaron las grabaciones, se contó con la supervisión permanente de profesores de italiano, para asegurar que los actores pronunciaran de forma correcta y la emisión contó con subtítulos. Esto fue interpretado por los actores y ejecutivos de TVN como una de las causas de la baja audiencia, la peor para ese canal en ese horario desde la telenovela Jaque mate (1993).
Para contrarrestar la baja audiencia, se volvió a grabar en español alrededor de 250 escenas que originalmente estaban en italiano; se incluyó personajes nuevos como los interpretados por Amaya Forch y Adela Secall, que personificaban las nuevas profesoras de español del pueblo; y se modificó gran parte de la historia para aumentar el suspenso, dejando atrás la mezcla entre el melodrama y comedia. Esto generó que la audiencia de la telenovela se estabilizara en torno a 14 puntos de rating.

## Recepción
El sitio web de Los Capo, con todos los contenidos de la telenovela, fue lanzado un mes antes de su estreno el 11 de febrero de 2005, llegando a un récord de 380 mil visitas en sus primeros seis días. Sumado a esto, los estudios iniciales mostraban que Televisión Nacional tendría una ventaja por sobre Canal 13, similar a la que tuvo el año anterior con el éxito de Los Pincheira. Pero debutó en segundo lugar el 7 de marzo de 2005 con una audiencia promedio de 23,2 puntos de rating, frente a 36,9 puntos de Brujas, la telenovela de Canal 13 en el mismo horario,  situación que se agudizó al día siguiente con una mayor diferencia en las audiencias (40,7 v/s 16,1). Finalmente, Los Capo terminó en segundo lugar con una audiencia promedio de 14,7 puntos de rating en sus 124 emisiones.
Una de las críticas que recibió Los Capo fue por parte de comunidades mapuches que consideraron que la actriz Paz Bacuñán, que en esta telenovela representa a una mujer mapuche, no los representaba. Mientras que a nivel general, esta ficción fue elogiada por su producción, vestuario y escenografía, que siguió la misma línea de otras telenovelas como Pampa Ilusión. El escritor Hernán Castellano Girón, en una columna de opinión para El Mostrador, la calificó como «la última teleserie de verdadera calidad de TVN».

### Premios y nominaciones
| Año  | Premio       | Categoría                  | Nominado          | Resultado |
| ---- | ------------ | -------------------------- | ----------------- | --------- |
| 2005 | Premios APES | Mejor producción dramática | Los Capo          | Nominado  |
| 2005 | Premios APES | Mejor actor principal      | Ricardo Fernández | Ganador   |
| 2005 | Premios APES | Mejor actor principal      | Arnaldo Berríos   | Nominado  |
| 2005 | Premios APES | Mejor actriz de reparto    | Francisca Lewin   | Ganadora  |

## Retransmisiones
Los Capo ha sido retransmitida en dos ocasiones en TV Chile durante 2009 y 2017. Además, la totalidad de sus episodios con la duración original fueron subidos a una de las cuentas oficiales de TVN en YouTube durante 2019.